# Canthophorus dubius
Espèce

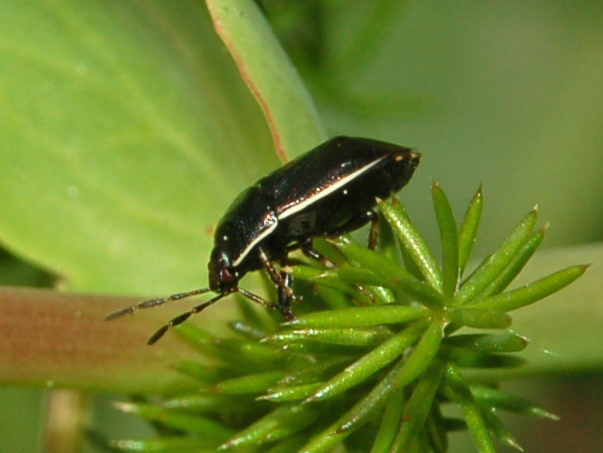
Vue de profil à Gênes (Italie)

Canthophorus dubius est une espèce d'insectes hémiptères du sous-ordre des hétéroptères (punaises), de la famille des Cydnidae.
Cette petite punaise longue d'environ 7 mm au stade adulte, d'un violet brillant, se nourrit de Lamiacées (ou Labiées).
Synonyme
- Sehirus dubius